# September 2013
| September 2013 |
| Månader under 2013: Januari · Februari · Mars · April · Maj · Juni · Juli · Augusti · September · Oktober · November · December ← December 2012 · Januari 2014 → |

## Händelser

### 4 september

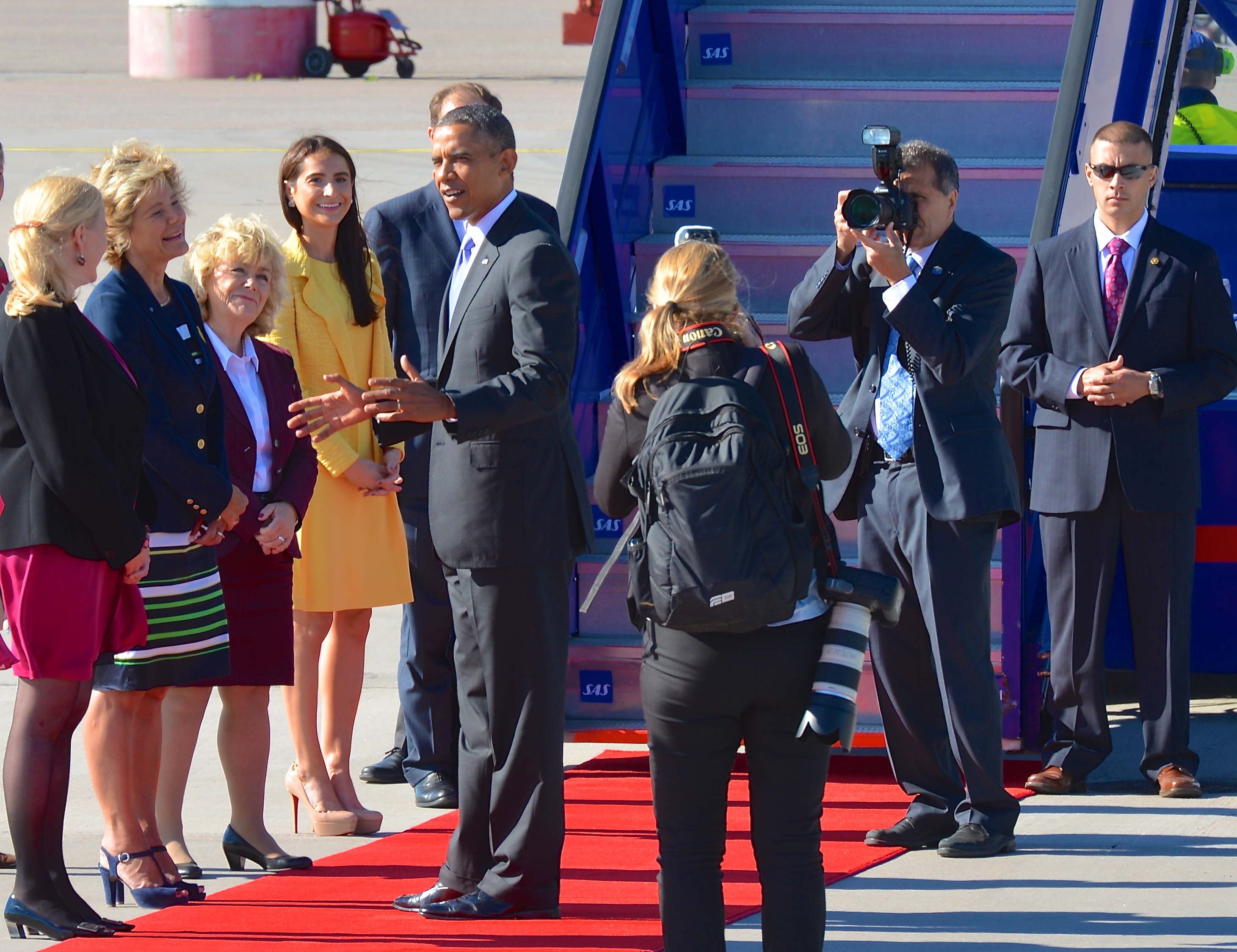
Barack Obama lämnar Sverige.

- USA:s president Barack Obama inleder ett besök i Sverige.
- Hallandsåstunnelns västra tunnel genomborras.

### 5 september
- Det åttonde G20-mötet mellan regeringschefer inleds i Sankt Petersburg.

### 7 september
- Parlamentsvalet i Australien leder till maktskifte. Koalitionen mellan det liberala partiet och National Party under Tony Abbotts ledning vinner överväldigande över Kevin Rudds arbetarparti.
- IOK meddelar att de Olympiska sommarspelen 2020 kommer att hållas i Tokyo, Japan.

### 9 september

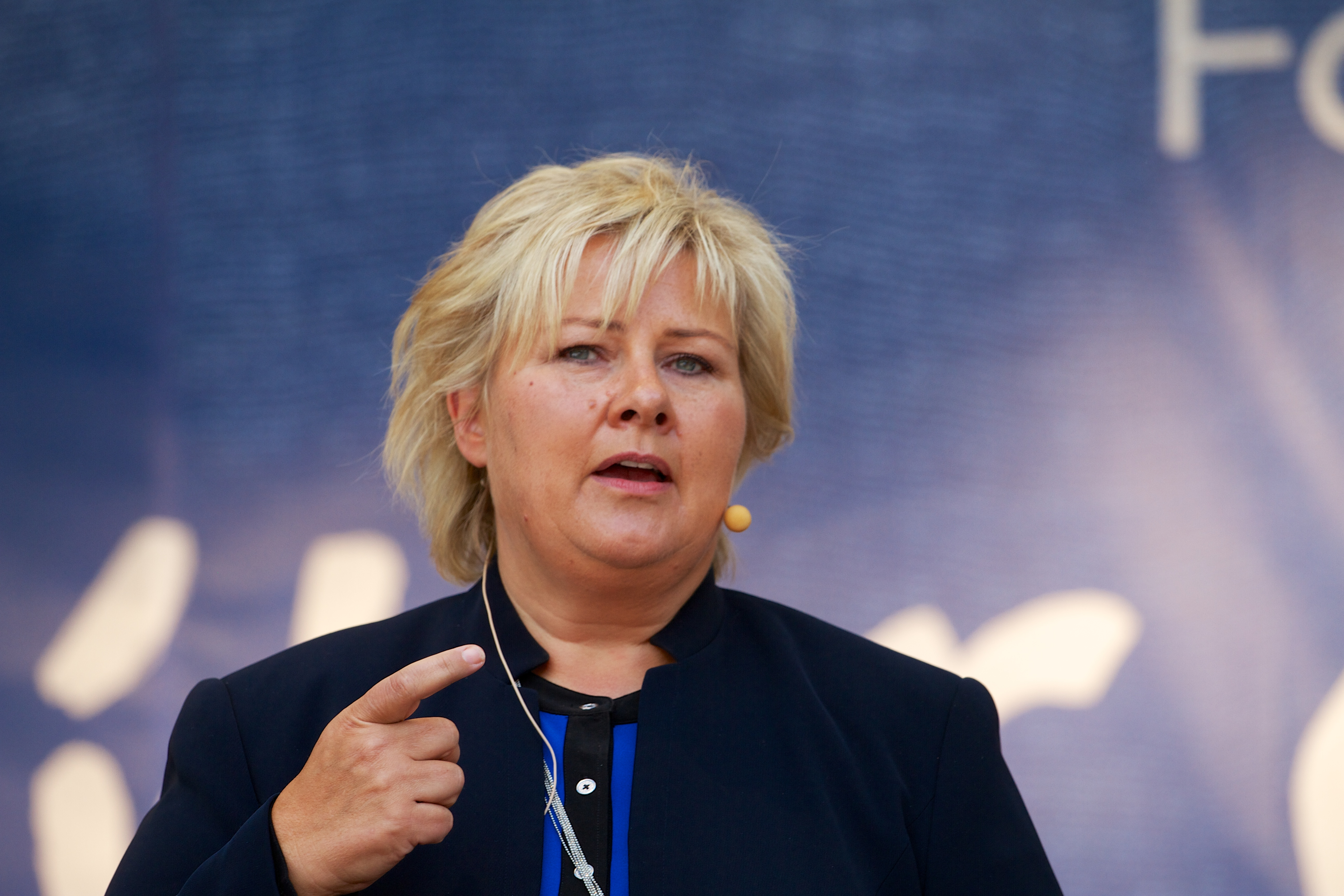
Erna Solberg, ledare för Høyre.

- Val till det norska stortinget äger rum. Norrmännen röstar för borgerlig majoritet dominerad av Høyre och Fremskrittspartiet efter åtta år med en socialdemokratiskt ledd regering.

### 14 september
- USA:s och Rysslands utrikesministrar, John Kerry och Sergej Lavrov, kommer överens om hur Syriens kemiska vapen ska behandlas.

### 15 september
- Kyrkoval i Svenska kyrkan. Nomineringsgrupper med koppling till riksdagens oppositionspartier går framåt, liksom oberoende grupper som Partipolitiskt obundna i Svenska kyrkan. Borgerliga nomineringsgrupper tappar.
- Val hålls till den bayerska lantdagen. Konservativa CSU får egen majoritet.

### 16 september

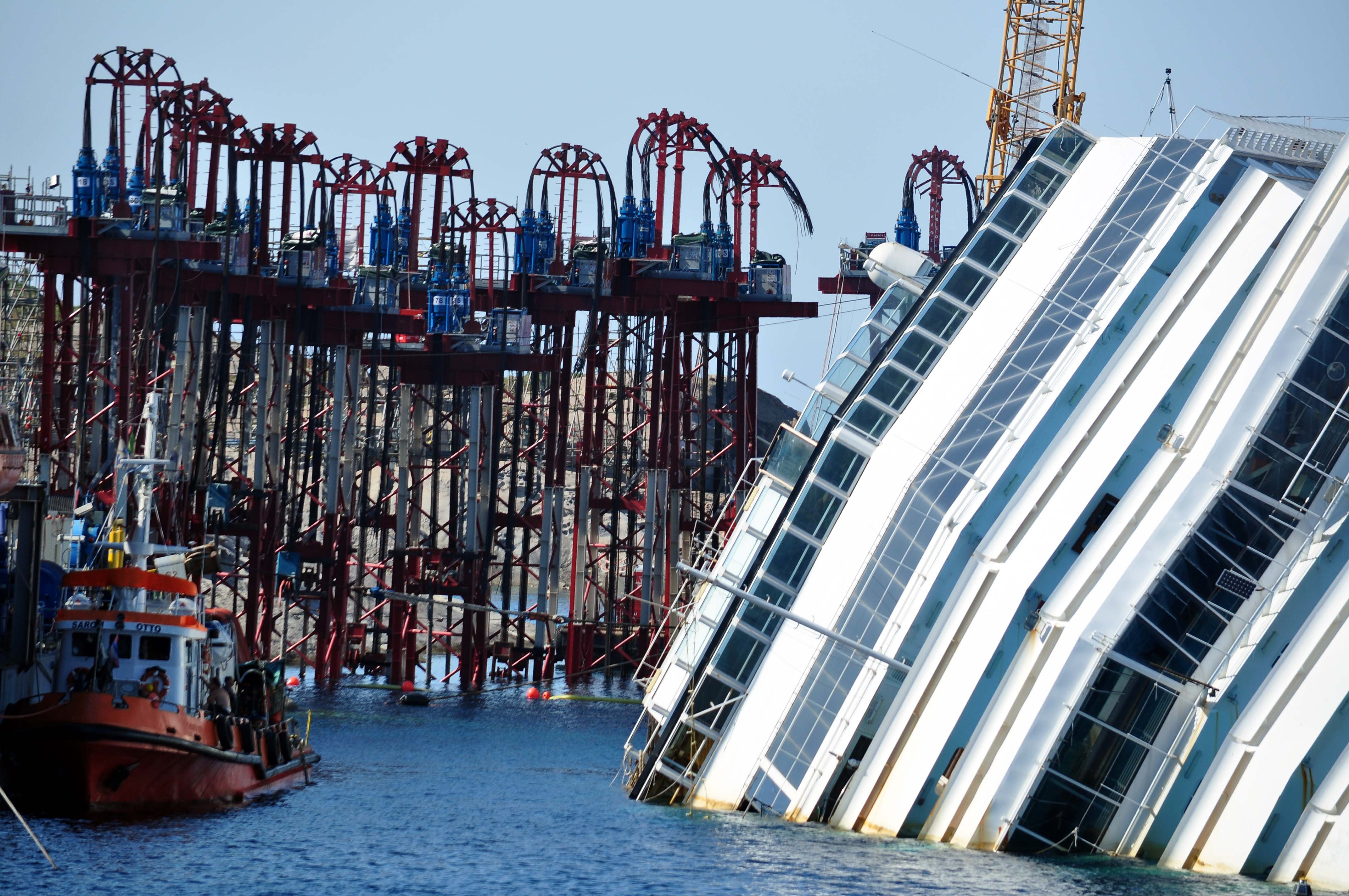
M/S Costa Concordia.

- Bärgningen av det havererade kryssningsfartyget M/S Costa Concordia inleds vid ön Giglio utanför Toscana.

### 21 september

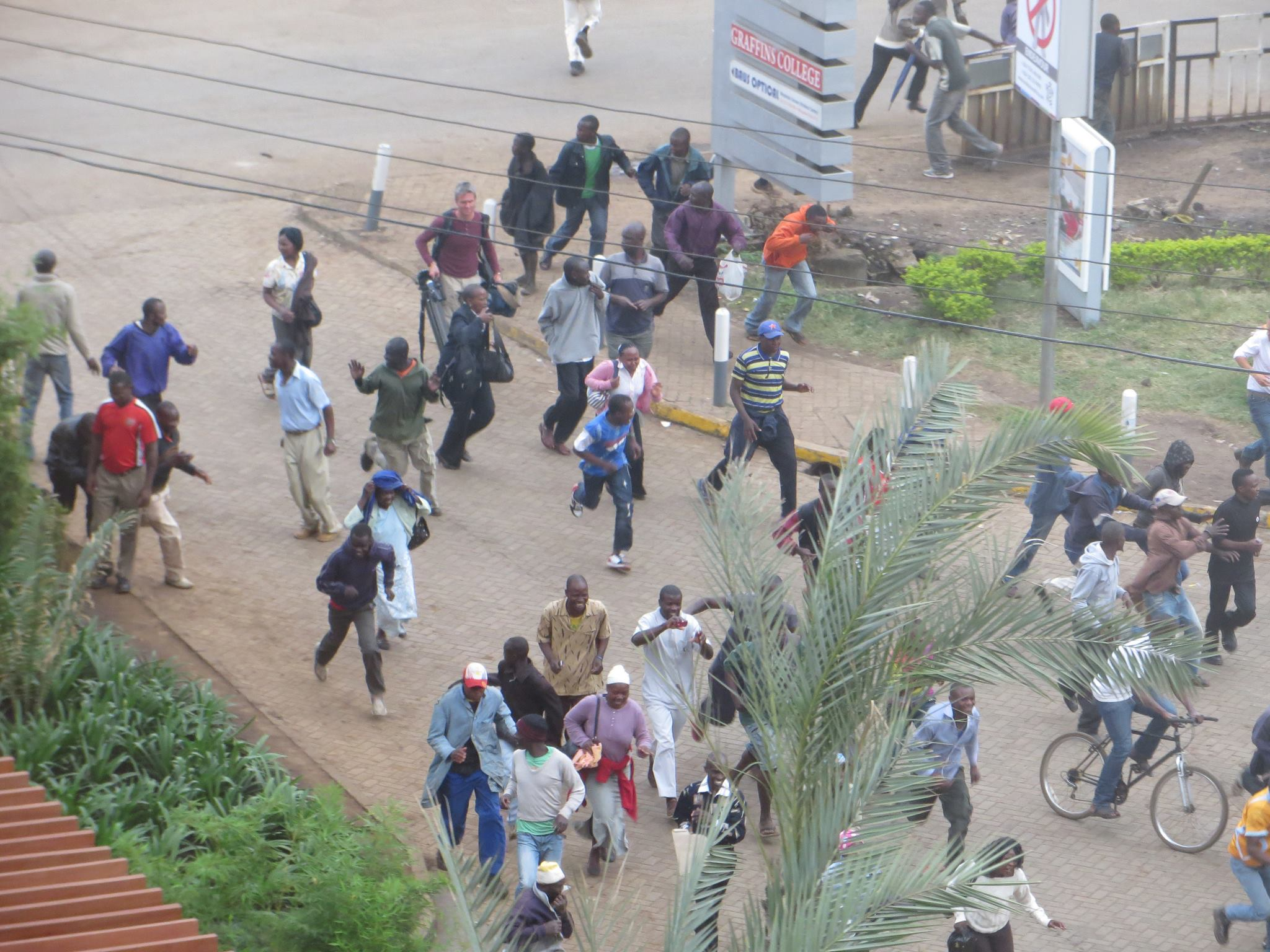
Terrordådet i Nairobi 2013.

- Terrordådet i Nairobi 2013. Al-Shabab-anhängare belägrar köpcentret Westgate i Nairobi, Kenya. Ett stort antal människor dödas i vad som utvecklas till ett gisslandrama.

### 22 september
- Val till den tyska förbundsdagen äger rum. Angela Merkels parti CDU/CSU gör sitt bästa val på decennier och får nästan hälften av mandaten i parlamentet. Samarbetspartnern FDP åker dock ur förbundsdagen, så Merkel måste söka en koalitionspartner på motståndarsidan. Det nystartade euroskeptiska partiet Alternativ för Tyskland får 4,7 procent av rösterna och är nära att komma in i förbundsdagen.

### 23 september
- Dagens Nyheter publicerar uppgifter om att polisen i Skåne har upprättat ett register över romer som innehåller över 4000 personer, varav över tusen är barn.[1]

### 24 september
- Den svenska staten säljer sina sista aktier i banken Nordea.[2]

### 28 september
- Ett antal personer med koppling till det grekiska högerextrema partiet Gyllene gryning arresteras för att de misstänks ha varit inblandade i mordet av den antifascistiske rapparen Pavlos Fyssas. Bland de arresteras finns partiledaren Nikolaos Michaloliakos.

### 29 september
- Nationalrådsvalet i Österrike äger rum. Den sittande koalitionsregeringen mellan  Socialdemokraterna och Österrikiska folkpartiet blir kvar, men de båda partierna tappar något. Två nya partier kommer in i nationalrådet, Team Stronach och NEOS – Das Neue Österreich. Högerpopulistiska BZÖ förlorar alla sina platser, medan Frihetspartiet och De gröna ökar något.

### 30 september
- I Norge meddelar Höyre och Fremskrittspartiet att de avser bilda en minoritetsregering med stöd av Venstre och Kristelig Folkeparti.[3]